# Юго Олкінуора
Юго Олкінуора (фін. Iiro Pakarinen; 4 листопада 1990, Гельсінкі, Фінляндія) — фінський хокеїст, воротар, олімпійський чемпіон. Виступає за «Металург» (Магнітогорськ) у КХЛ.